# Primula ovalifolia
Primula ovalifolia är en viveväxtart som beskrevs av Adrien René Franchet. Primula ovalifolia ingår i släktet vivor, och familjen viveväxter. Inga underarter finns listade i Catalogue of Life.